# Carl Gabriel Baenitz
Karl (Carl) Gabriel Baenitz (Choszczna, 20 de enero de 1837 – Cracovia, 3 de enero de 1913) fue un botánico, briólogo, pteridólogo, alemán. Realizó revisiones de Rubus para el Herbarium europaeum.
Fue especialmente activo en Silesia. Sus colecciones de herbario se encuentran en: Herbarium Europaeum, Herbarium Dedrologicum, Herbarium Americanum, Herbarium florae phaenogamicae Germaniae & Helvetiae.

## Algunas publicaciones
- 1872. Herbarium meist seltener und kritischer Pflanzen Deutschlands und der angrenzenden Länder: unter Mitwirkung zahlreicher Botaniker herausgegeben. 2 pp.

### Libros
- 1884. Lehrbuch der Zoologie in populärer Darstellung. 150 pp.
- 1871. Beiträge zur Flora des Königreichs Polen. Ed. Druck von Emil Rautenber. 24 pp.
- 1867. Flora der östlichen Niederlausitz. Görlitz. 162 pp.

## Eponimia
Especies
- (Acanthaceae) Beloperone baenitzii H.J.P.Winkl.[2]
- (Acanthaceae) Justicia baenitzii (H.J.P.Winkl.) C.Ezcurra[3]
- (Adiantaceae) Adiantum baenitzii Rosenst.[4]
- (Asteraceae) Hieracium baenitzii (Nägeli & Peter) Üksip[5]
- (Cyperaceae) Cyperus baenitzii Boeckeler[6]
- (Euphorbiaceae) Acalypha baenitzii Pax[7]
- (Fagaceae) Quercus × baenitzii A.Camus[8]
- (Potamogetonaceae) Potamogeton baenitzii Gand.[9]
- (Rosaceae) Potentilla baenitzii Borbás[10]
- (Rosaceae) Rosa baenitzii Christ[11]
- (Rosaceae) Rubus baenitzii Sudre[12]
- (Rubiaceae) Asperula baenitzii Heldr. ex Boiss.[13]
- (Solanaceae) Cestrum baenitzii Lingelsh.[14]
- (Woodsiaceae) Cystopteris baenitzii Dörfl. in Baen.[15]